# Mexico op de Olympische Winterspelen 2014
Mexico was een van de landen die deelnam aan de Olympische Winterspelen 2014 in Sotsji, Rusland.
Net als in 1984, 1994 en 2010 was de alpineskiër Hubertus von Hohenlohe de enige deelnemer namens Mexico op de Winterspelen. voor  Von Hohenlohe was het zijn zesde deelname, ook in 1998 en 1992 was hij deelnemer.

## Deelnemers en resultaten
(m) = mannen, (v) = vrouwen 

### Alpineskiën
| Olympiër               | Onderdeel  | Resultaat | Prestatie              |
| ---------------------- | ---------- | --------- | ---------------------- |
| Hubertus von Hohenlohe | slalom (m) | DNF-1     | 1e run: niet gefinisht |